# Bloško jezero
Bloško jezero, tudi Volčje jezero, je umetno jezero na Bloški planoti. Nahaja se na nadmorski višini 748 m v bližini naselja Volčje, polnijo pa ga povirne vode potoka Bloščica. Površina jezera je 0,8 ha, največja globina pa je 3 m. V poletnem času je priljubljena turistična točka kopalcem, vse leto pa je v njem dovoljen športni ribolov. S športno-ribolovnim revirjem Bloško jezero upravlja Ribiška družina Cerknica. Naseljuje ga večje število vloženih krapov, pa tudi avtohtone vrste, kot so potočni raki, pisanci, globočki in jezerske školjke.